# 다카라지촌
다카라지촌(宝地村)은 일본 아이치현 가이사이군에 설치되었던 촌이다. 현재의 야토미시 일부와 아마군 도비시마촌의 북서부에 해당한다.